# Ótordai református templom
Az ótordai református templom műemlékké nyilvánított templom Romániában, Kolozs megyében. A romániai műemlékek jegyzékében a CJ-II-m-A-07793 sorszámon szerepel.